# Jean MacIntosh Turfa
Jean MacIntosh Turfa (Philadelphie, 1947) est une archéologue américaine.

## Publications
- Catalogue of the Etruscan gallery of the University of Pennsylvania museum of archaeology, Philadelphia : University of Pennsylvania museum press , cop. 2005
- Divining the Etruscan world, Cambridge ; New York : Cambridge University Press , 2012
- The Etruscans and the history of dentistry the Golden Smile through the ages, London : Routledge, Taylor & Francis group , 2017
- Human remains from Etruscan and Italic tomb groups in the University of Pennsylvania museum, Pisa : Fabrizio Serra , 2009
- (Éditeur scientifique) The Etruscan world, London : Routledge , [2013]
- (Éditeur scientifique) Women in antiquity. real women across the ancient world, London ; New York : Routledge, Taylor & Francis Group , cop. 2016
- Votives, places and rituals in Etruscan religion, studies in honor of Jean MacIntosh Turfa, Leiden ; Boston : Brill , 2009